# Johann Wilhelm Helfer
Johann Wilhelm Helfer oder Jan Vilém Helfer (* 5. Februar 1810 in Prag, Kaisertum Österreich; † 30. Januar 1840 auf den Andamanen, Britisches Weltreich) war ein böhmischer Mediziner und Forschungsreisender.

## Leben
Helfer stammte aus einer wohlhabenden Prager Familie. Er besuchte zunächst das Prager Gymnasium und nahm anschließend ein Studium der Medizin auf. Er studierte an den Universitäten von Prag, Wien und Padua. 1832 wurde er zum Dr. med. promoviert. Auf einer sich anschließenden Italienreise lernte er Pauline Freiin Des Granges kennen, die er etwas später heiratete. Zusammen bestritten sie in der Folgezeit die Expeditionen. Sie ließen sich zunächst in Smyrna nieder. Dort wurde Helfer als praktischer Arzt tätig. Bei einer Expedition 1835 wurde er ausgeraubt und kam mittellos nach Bagdad. Dort konnte er durch den englischen Konsul an Colonel Chesney vermittelt werden, der ihn als Arzt und Naturforscher auf seine Euphrat-Expedition mitnahm. Es folgten weitere Reisen unter Chesney über Syrien und Persien nach Kalkutta. In dieser Zeit hielt er Kontakt zum deutschen Geographen Carl Ritter, der die von Helfer übermittelten Informationen für seine Bände 10 und 11 seiner Erdkunde verwertete.
Helfer erregte durch Vorträge, die er vor der Asiatic Society of Bengal gehalten hatte, die Aufmerksamkeit der britischen Regierung. Er erhielt daraufhin eine Anstellung als Naturforscher bei der Britischen Ostindien-Kompanie. 1837/1838 besegelte er die Küsten Indiens und Burmas und 1840 trat er die Reise auf die Andamanen an. Dort versuchte er Kontakt zu den Ureinwohnern zu knüpfen. Diese Versuche scheiterten und er wurde dort von einem Einwohner schließlich durch einen Giftpfeil getötet.

## Nachwirkungen
Durch seinen frühen Tod konnte er viele seiner Erkenntnisse nicht mehr selbst publizieren. Einige Erkenntnisse wurden im Journal of the Asiatic Society publiziert, andere in den beiden Bänden Johann Wilhelm Helfers Reisen in Vorderasien und Indien, die seine Frau nach seinem Tod herausgab. Darüber hinaus druckte die k.k. Geographische Gesellschaft in Wien 1859 Dr. Johann Wilhelm Helfer's gedruckte und ungedruckte Schriften über die Tenasserim Provinzen, den Mergui Archipel und die Andamanen-Inseln. Die Gesellschaft bekam zudem seinen wissenschaftlichen Nachlass.
Die Dr. Helfer’s naturhistorische Sammlungen umfasste 2600 verschiedene naturhistorischer Gegenstände in 55.259 Exemplaren, darunter auch 500 Arten die die Wissenschaft bis dahin nicht kannte. Umfangreich war auch seine Insektensammlung. Sie enthielt 49.164 Insekten in etwa 1858 Arten, und darunter 47.833 Käfer in 1700 Arten. Dr. Helfers Herbarium ging 1844 an das Böhmische Museum in Prag. Es enthielt 6086 Pflanzen in 574 Arten.